# فوتريسيران
فوتريسيران(Vutrisiran )، الذي يُباع تحت الإسم التجاري أمفوترا(Amvuttra )، هو دواء يستخدم لعلاج اعتلال الأعصاب المتعددة في الداء النشواني المرتبط بالترانسثيريتين، (hATTR).  و يوصف خاصة البالغين الذين لا يزالون قادرين على المشي.  و يؤخذ عن طريق الحقن تحت الجلد. 
تشمل الآثار الجانبية الشائعة لهذا العقار على التالي: آلام المفاصل وضيق التنفس و نقص فيتامين أ.  كما يوصى معه باستخدام مكملات فيتامين أ.  و هو عبارة عن RNA متداخل صغير (siRNA) يقلل من التعبير عن جين transthyretin (TTR).  
تمت الموافقة عليه للاستخدام طبيًا في الولايات كل من المتحدة و أوروبا في عام 2022.   في الولايات المتحدة يكلف حوالي 244000 دولار أمريكي للجرعة الواحدة.  و هو من إنتاج شركة النيلام للأدوية . 